# Monique Limon
Pour les articles homonymes, voir Limon.
Monique Limon, née le 5 décembre 1953 à Paris, est une femme politique française, députée de la septième circonscription de l'Isère de 2017 à 2022.
Le 29 mars 2023, Monique Limon est nommée présidente du Conseil national de l'adoption.

## Biographie

### Jeunesse et études
Monique Limon a obtenu un DEES (diplôme d’état d’éducateur spécialisé), ainsi qu'un master en politiques sociales de l'Institut d'études politiques de Grenoble.

### Parcours professionnel
Elle occupe les fonctions d’éducatrice spécialisée en établissement accueillant des adolescents en difficulté, puis chef de Service éducatif, animatrice locale d’insertion, responsable d’une Commission Locale d’Insertion (CLI du Grésivaudan en Isère), responsable Action Sociale du Territoire de Grenoble, directrice du territoire Porte des Alpes, directrice du Développement Social au Conseil Départemental de l’Isère, pour terminer sa carrière en tant que directrice de l'Insertion / Famille au conseil départemental de l’Isère.

### Engagements politiques
Entre 1989 et 1996, elle est maire de la commune de Bressieux. Elle est à nouveau élue maire de cette commune en 2015.
Dans une interview publiée le 29 mai 2018 dans L’Essor de l’Isère (hebdomadaire d’informations locales et régionales), elle déclare :

« J'étais (...) maire de Bressieux, lorsque le parti socialiste est venu me chercher pour représenter un territoire plutôt à droite alors que mon cœur penche à gauche. (...) En tant que maire, je l'ai parrainé et donc été désinvestie par le PS. J'ai alors choisi de poser ma candidature pour En Marche. »

Elle est élue députée de la 7e circonscription de l'Isère en juin 2017.
En février 2018, Monique Limon est nommée par son groupe à l'Assemblée nationale responsable du texte du projet de loi pour « l’équilibre des relations commerciales dans le secteur agricole et alimentaire et une alimentation saine et durable » (EGAlim).